# Коста Стоянов (революционер)
Вижте пояснителната страница за други личности с името Коста Стоянов.
Коста Стоянов Сапунджиев, наричан Карамалаков, е български офицер и революционер, Малкотърновски войвода на Вътрешната македоно-одринска революционна организация.

## Биография
Коста Стоянов е роден на 3 януари 1860 година в айтоското село Кючук алан, тогава в Османската империя. След освобождението на България завършва дивизионна учебна команда. На военна служба постъпва на 7 август 1878 г., а на 15 юни 1895 година е произведен в чин подпоручик и служи в 24-ти пехотен черноморски полк. Същата година (1895) е уволнен от служба. При обявяването на Илинденско-Преображенското въстание е войвода в Одринския революционен окръг на ВМОРО и командва чета в 9-и Гьоктепенски революционен участък в Малкотърновско. През ноември същата година с нова чета от 40 души навлиза повторно в Одринска Тракия.